# Gillian Jacobs
Gillian MacLaren Jacobs (19 de outubro de 1982) é uma atriz americana. Ela é conhecida por interpretar Britta Perry na série de comédia da NBC e do Yahoo! Screen, Community. Ela também apareceu nas séries Fringe, Law and Order: Criminal Intent, The Good Wife e Love (série de televisão), onde interpreta Mickey, bem como em filmes como Gardens of the Night (2008), The Box (2009), Seeking a Friend for the End of the World (2012), Bad Milo! (2013), Ibiza (2018) e I Used to Go Here (2020).

## Biografia
Gillian MacLaren Jacobs nasceu em 19 de outubro de 1982, em Pittsburgh, Pensilvânia. Sua mãe, Martina Magenau Jacobs, trabalhava na Faculdade de Heinz na Carnegie Mellon University. Seu pai, William F. Jacobs Jr., era um banqueiro de investimentos.  Seu pai faleceu em 2013. Ela foi criada em Mount Lebanon, Pensilvânia. Sua família era proprietária do Jackson Koehler Águia Brewery, fundado em 1847 em Erie, Pensilvânia, onde seu avô, John Martin Magenau Jr., atuou como presidente e CEO até o encerramento das atividades em 1978.
Jacobs começou a estudar atuação com oito anos, assistindo e atuando na Pittsburgh Playhouse enquanto crescia. Depois de se formar na Mount Lebanon High School, em 2000, Jacobs mudou-se para Nova York para participar da Juilliard School, onde ela era membra do Grupo da Divisão de Drama 33. Graduou-se com um Bacharelado em Artes Cênicas em 2004.

## Carreira

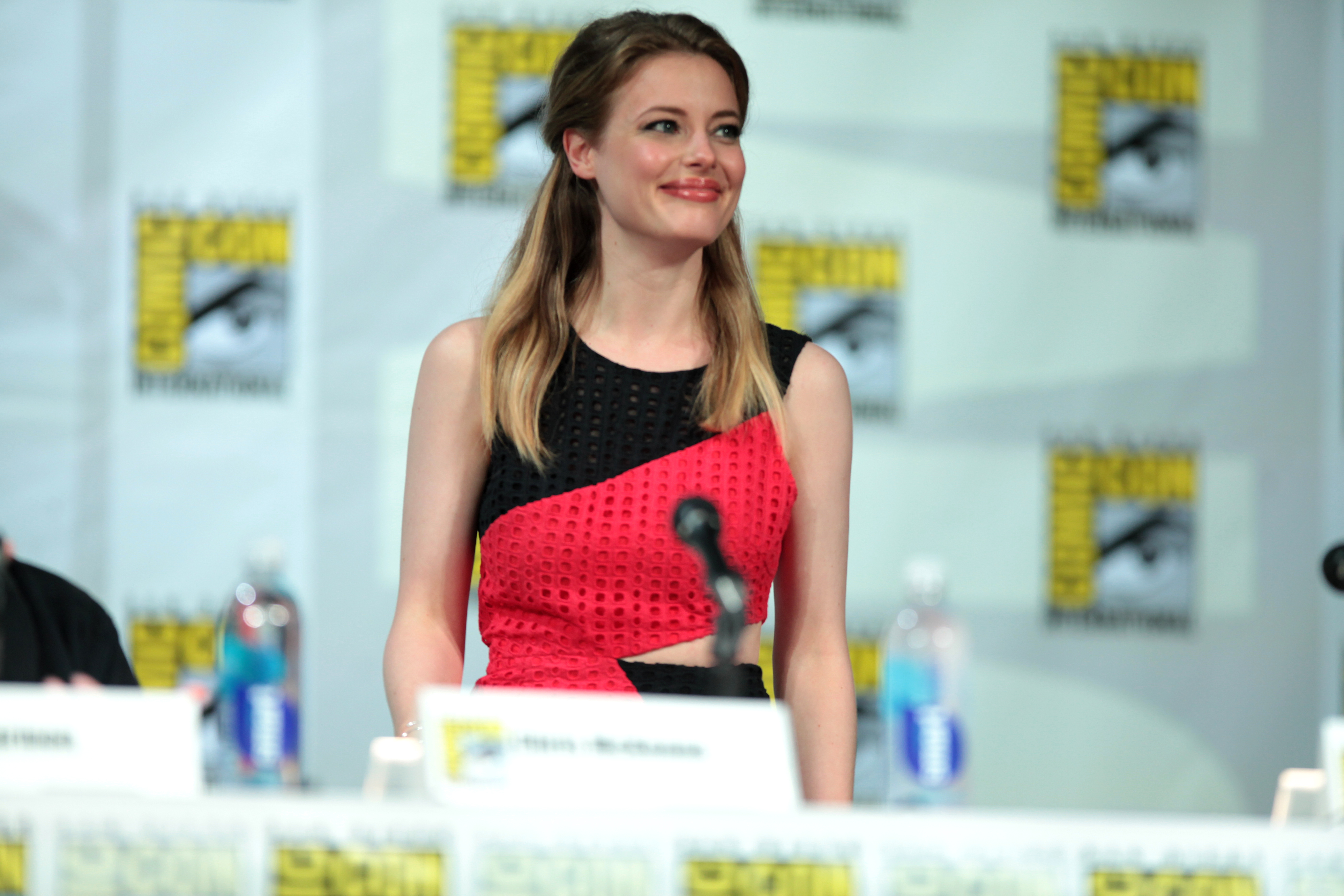
Jacobs na SanDiego Comic Con 2014

O primeiro papel de Jacobs foi como Adele Congreve na série de televisão The Book of Daniel . Embora ela tenha interpretado Kim no piloto de Traveller ,  O papel foi dado a Pascale Hutton quando a ABC adquiriu a série. Jacobs posteriormente fez aparições especiais em Fringe e Law & Order: Criminal Intent . Em 2006, ela estrelou em um Off-Off-Broadway produção de Chris Denham 's cagelove. Embora a reação geral da crítica à peça tenha sido negativa, Jacobs recebeu elogios em várias críticas. O New York Times aconselhou os leitores a "lembrar o nome de Gillian Jacobs, uma formidável graduada da Juilliard que tem o brilho de uma estrela em formação".
Jacobs apareceu em produções teatrais como The Fabulous Life of a Size Zero (2007), A Feminine Ending (2007),  e The Little Flower of East Orange (2008).  Em março de 2009, Jacobs se juntou ao elenco da série de comédia da NBC Community como Britta Perry , uma estudante que abandonou o ensino médio e pretende se tornar uma psicóloga. Seu trabalho no cinema inclui Blackbird (2007), Choke (2008), Gardens of the Night (2008), The Box (2009), Revenge for Jolly! (2012), Bad Milo! (2013),Walk of Shame (2014), The Lookalike (2014), Life Partners (2014), Hot Tub Time Machine 2 (2015), Visions (2015), Don't Think Twice (2016) e Brother Nature (2016).  Jacobs também forneceu a voz do personagem Sta'abi nos Nickelodeon série Monstros vs. Aliens . Community foi cancelado pela NBC em 9 de maio de 2014, e mais tarde naquele mês, foi relatado que Jacobs conseguiu um papel recorrente como Mimi-Rose Howard na quarta temporada da série Girls da HBO.
Em junho de 2014, o Yahoo! O Screen renovou Community para uma sexta temporada.  Foi anunciado em 16 de setembro de 2014 que Jacobs havia sido escalado para estrelar como Mickey na série de comédia original da Netflix , Love , que durou de 19 de fevereiro de 2016 a 9 de março de 2018.
Jacobs dirigiu o curta-metragem documental The Queen of Code de 2015 sobre a cientista da computação e contra-almirante da Marinha dos Estados Unidos Grace Hopper .  Em 2018, dirigiu Curated , um curta-metragem narrativo, como parte de uma série produzida pela TNT e pela Refinery29.
Em 2020, Jacobs estrelou a comédia I Used to Go Here, de Kris Rey.

## Vida pessoal
Jacobs é abstêmia, tendo dito que, quando jovem, ela fez a escolha de nunca beber álcool ou usar drogas, depois de "ver pessoas em minha família lutando contra o vício".  Ela revelou que seu pai era um viciado e que ela ficou com medo de arruinar sua vida da mesma forma, um sentimento reforçado em sua juventude ao ler Go Ask Alice , um conto de advertência sobre um Viciado em drogas de 15 anos. 

## Filmografia

### Filme
| Ano  | Título                                    | Função                                    | Notas                    |
| ---- | ----------------------------------------- | ----------------------------------------- | ------------------------ |
| 2005 | Building Girl                             | Katie                                     |                          |
| 2007 | Blackbird                                 | Froggy                                    |                          |
| 2008 | Choke                                     | Cherry Daiquiri/Beth                      |                          |
| 2008 | Gardens of the Night                      | Leslie Whitehead                          |                          |
| 2009 | The Box                                   | Dana                                      |                          |
| 2009 | Solitary Man                              | Garota alta                               |                          |
| 2010 | Helena from the Wedding                   | Helena                                    |                          |
| 2010 | Nonames                                   | CJ                                        |                          |
| 2010 | Coach                                     | Zoe                                       |                          |
| 2011 | Let Go                                    | Darla DeMint                              |                          |
| 2012 | Watching TV with the Red Chinese          | Suzanne                                   |                          |
| 2012 | Revenge for Jolly!                        | Tina                                      |                          |
| 2012 | Adventures in the Sin Bin                 | Lauren                                    |                          |
| 2012 | Seeking a Friend for the End of the World | Katie                                     |                          |
| 2013 | The Incredible Burt Wonderstone           | Miranda                                   |                          |
| 2013 | It's Not You, It's Me                     | Babe                                      | Curta-metragem           |
| 2013 | Bad Milo!                                 | Sarah                                     |                          |
| 2013 | The Big Ask                               | Emily                                     |                          |
| 2013 | Made in Cleveland                         | Martha                                    |                          |
| 2013 | Crush                                     | Shira                                     | Curta-metragem           |
| 2014 | Life Partners                             | Paige Kearns                              |                          |
| 2014 | Walk of Shame                             | Rose                                      |                          |
| 2014 | The Lookalike                             | Lacey/Sadie                               |                          |
| 2014 | Black or White                            | Fay                                       |                          |
| 2015 | The Queen of Code                         | —                                         | Documentário; diretora   |
| 2015 | Hot Tub Time Machine 2                    | Jill                                      |                          |
| 2015 | No Way Jose                               | Penny                                     |                          |
| 2015 | Visions                                   | Sadie                                     |                          |
| 2016 | Don't Think Twice                         | Samantha                                  |                          |
| 2016 | Dean                                      | Nicky                                     |                          |
| 2016 | Brother Nature                            | Gwen Turley                               |                          |
| 2017 | Lemon                                     | Tracy                                     |                          |
| 2018 | Life of the Party                         | Helen                                     |                          |
| 2018 | Ibiza                                     | Harper                                    |                          |
| 2018 | Curated                                   | —                                         | Curta-metragem; diretora |
| 2020 | I Used to Go Here                         | Kate Conklin                              |                          |
| 2020 | Magic Camp                                | Kristina Darkwood                         |                          |
| 2020 | Come Play                                 | Sarah                                     |                          |
| 2021 | North Hollywood                           | Abigaile                                  |                          |
| 2021 | Mark, Mary & Some Other People            | Dr. Jacobs                                |                          |
| 2021 | Fear Street Part One: 1994                | C. Berman/Christine "Ziggy" Berman adulta |                          |
| 2021 | Fear Street Part Two: 1978                | C. Berman/Christine "Ziggy" Berman adulta |                          |
| 2021 | Fear Street Part Three: 1666              | C. Berman/Christine "Ziggy" Berman adulta |                          |
| 2021 | Violence of Action                        |                                           | Pós-produção             |

### Televisão
| Ano       | Título                                   | Papel                            | Nota |
| --------- | ---------------------------------------- | -------------------------------- | ---- |
| 2006      | The Book of Daniel                       | Adele Congreve                   |      |
| 2007      | Traveler                                 | Kimberly                         |      |
| 2008      | Fringe                                   | Joanne Ostler                    |      |
| 2009      | Law & Order: Criminal Intent             | Sue Smith                        |      |
| 2009      | Royal Pains                              | Tess Frimoli                     |      |
| 2009-2015 | Community                                | Britta Perry                     |      |
| 2009      | The Good Wife                            |                                  |      |
| 2010      | Aqua Teen Hunger Force                   | Sonia                            |      |
| 2012      | Robot Chicken                            | Esposa de Carl (voz)             |      |
| 2012-2016 | Comedy Bang! Bang!                       | Várias vozes                     |      |
| 2013      | The Venture Bros.                        | Ela mesma                        |      |
| 2013-2014 | Monsters vs. Aliens                      | Sta'abi (voz)                    |      |
| 2014      | Rupaul's Drag Race                       | Juiza Convidada                  |      |
| 2014      | The Greatest Event in Television History | Sonny                            |      |
| 2014      | American Dad!                            | Christy (voz)                    |      |
| 2014      | Tim & Eric's Bedtime Stories             | Paciente jovem                   |      |
| 2015      | Girls                                    | Mimi-Rose Howard                 |      |
| 2015      | Adventure Time                           | MARGLES (voz)                    |      |
| 2015      | Long Live the Royals                     | Rosalind / vozes adicionais      |      |
| 2016      | Great Minds with Dan Harmon              | Ada Lovelace                     |      |
| 2016-2018 | Love                                     | Mickey Dobbs                     |      |
| 2017      | Dr. Ken                                  | Erin                             |      |
| 2017      | Regular Show                             | Blu-ray (voz)                    |      |
| 2017      | Bajillion Dollar Propertie$              | Jenny Tanner                     |      |
| 2017      | Justice League Action                    | Roxy Rocket (voz)                |      |
| 2017      | Rick and Morty                           | Supernova (voz)                  |      |
| 2017      | HarmonQuest                              | Chip                             |      |
| 2018      | Random Acts of Flyness                   | Ela mesma                        |      |
| 2018      | Angie Tribeca                            | Becky Bunnker                    |      |
| 2019      | Weird City                               | Mulia                            |      |
| 2019      | At Home with Amy Sedaris                 | Ela mesma                        |      |
| 2019      | Astronomy Club: The Sketch Show          | Mary Poppins                     |      |
| 2020      | The twilight Zone                        | Annie Mitchell                   |      |
| 2020      | Star Trek: Lower Decks                   | Lieutenant Barbara Brinson (voz) |      |
| 2020      | Earth to Ned                             | Ela mesma                        |      |
| 2020      | Marvel's 616                             | N/A                              |      |
| 2021      | Invincible                               | Samantha Eve Wilkins/Atom Eve    |      |

| Ano       | Título                                   | Função                                | Notas                                                    |
| --------- | ---------------------------------------- | ------------------------------------- | -------------------------------------------------------- |
| 2006      | The Book of Daniel                       | Adele Congreve                        | 3 episódios                                              |
| 2007      | Traveler                                 | Kimberly                              | Episódio: "Pilot"                                        |
| 2008      | Fringe                                   | Joanne Ostler                         | Episódio: "The Equation"                                 |
| 2009      | Law & Order: Criminal Intent             | Sue Smith                             | Episódio: "Rock Star"                                    |
| 2009      | Royal Pains                              | Tess Frimoli                          | Episódio: "There Will Be Food"                           |
| 2009      | The Good Wife                            | Sonia                                 | Episódio: "Pilot"                                        |
| 2009–2015 | Community                                | Britta Perry                          | 110 episódios                                            |
| 2010      | Aqua Teen Hunger Force                   | Carl's wife (voz)                     | Episódio: "Larry Miller Hair System"                     |
| 2012      | Robot Chicken                            | Várias vozes                          | Episódio: "Punctured Jugular"                            |
| 2012–2016 | Comedy Bang! Bang!                       | Mulher pós- apocalipse/ela mesma      | 3 episódios                                              |
| 2013      | The Venture Bros.                        | Marsha Backwood (voz)                 | Episódio: "Venture Libre"                                |
| 2013–2014 | Monsters vs. Aliens                      | Sta'abi (voz)                         | 12 episódios                                             |
| 2014      | Rupaul's Drag Race                       | Guest Judge                           | Episódio: "Snatch Game"                                  |
| 2014      | The Greatest Event in Television History | Sonny                                 | Episódio: "Bosom Buddies"                                |
| 2014      | American Dad!                            | Christy (voz)                         | Episódio: "Introducing the Naughty Stewardesses"         |
| 2014      | Tim & Eric's Bedtime Stories             | Young patient                         | Episódio: "Toes"                                         |
| 2015      | Girls                                    | Mimi-Rose Howard                      | 5 episódios                                              |
| 2015      | Adventure Time                           | M.A.R.G.L.E.S. (voz)                  | Episódio: "You Forgot Your Floaties"                     |
| 2015      | Long Live the Royals                     | Rosalind/vozes adicionais             | 4 episódios                                              |
| 2016      | Great Minds with Dan Harmon              | Ada Lovelace                          | Episódio: "Ada Lovelace"                                 |
| 2016–2018 | Love                                     | Mickey Dobbs                          | 34 episódios                                             |
| 2017      | Dr. Ken                                  | Erin                                  | Episódio: "Ken's New Intern"                             |
| 2017      | Regular Show                             | Blu-ray (voz)                         | 3 episodes                                               |
| 2017      | Bajillion Dollar Propertie$              | Jenny Tanner                          | Episódio: "Chelsea Leight-Leigh Lately"                  |
| 2017      | Justice League Action                    | Roxy Rocket (voz)                     | Episódio: "The Fatal Fare"                               |
| 2017      | Rick and Morty                           | Supernova (voz)                       | Episódio: "Vindicators 3: The Return of Worldender"      |
| 2017      | HarmonQuest                              | Chip                                  | Episódio: "The Quest Continues"                          |
| 2018      | Random Acts of Flyness                   | Herself                               | Episódio: "They Got Some S**t That'll Blow Out Our Back" |
| 2018      | Angie Tribeca                            | Becky Bunnker                         | Episódio: "Joystick Luck Club"                           |
| 2019      | Weird City                               | Mulia                                 | Episódio: "Chonathan & Mulia & Barsley & Phephanie"      |
| 2019      | At Home with Amy Sedaris                 | Herself                               | Episódio: "Anniversary"                                  |
| 2019      | Astronomy Club: The Sketch Show          | Mary Poppins                          | Episódio: "Full House But Black"                         |
| 2020      | The Twilight Zone                        | Annie Mitchell                        | Episódio: "Meet in the Middle"                           |
| 2020      | Star Trek: Lower Decks                   | Lieutenant Barbara Brinson (voz)      | Episódio: "Cupid's Errant Arrow"                         |
| 2020      | Earth to Ned                             | Herself                               | Episódio: "Late Night Ned"                               |
| 2020      | Marvel's 616                             | —                                     | Episódio: "Higher, Further, Faster"; diretora            |
| 2021      | Invincible                               | Samantha Eve Wilkins / Atom Eve (voz) | 7 episódios                                              |
| TBA       | Untitled Los Angeles Lakers project      | Chris Riley                           | Próximas séries                                          |

### Web
| Ano  | Título                             | Função              | Notas                 |
| ---- | ---------------------------------- | ------------------- | --------------------- |
| 2011 | Don Cheadle Is Captain Planet      | Linka               | Segmento Funny or Die |
| 2012 | The Book Club                      | Penelope            | 2 episódios           |
| 2013 | Tiny Commando                      | Mitzi McNeil        | 8 episódios           |
| 2017 | STRANGER THINGS: A Bad Lip Reading | Nancy Wheeler (voz) |                       |

### Stage
| Ano  | Título                           | Função          | Notas                           |
| ---- | -------------------------------- | --------------- | ------------------------------- |
| 2006 | cagelove                         | Katie           | Rattlestick Playwrights Theater |
| 2007 | The Fabulous Life of a Size Zero | Girl            | DR2 Theatre                     |
| 2007 | A Feminine Ending                | Amanda Blue     | Playwrights Horizons            |
| 2008 | The Little Flower of East Orange | Nadine/Cathleen | The Public Theater              |
| 2018 | Kings                            | Kate            | The Public Theater              |

## Prêmios e nomeações
| Ano  | Prêmio                                  | Categoria                           | Trabalhos | Resultado |
| ---- | --------------------------------------- | ----------------------------------- | --------- | --------- |
| 2010 | Method Fest Award                       | Melhor atriz                        | Nonames   | Indicado  |
| 2012 | Critics' Choice Television Award        | Melhor atriz coadjuvante de comédia | Community | Indicado  |
| 2012 | Prêmio de favoritos dos faz do TV Guide | Conjunto favorito                   | Community | Venceu    |